# Republika Czarnogóry
Republika Czarnogóry (serb. Република Црна Гора / Republika Crna Gora) – jedna z dwóch republik wchodzących w skład Federalnej Republiki Jugosławii, a od 2003 r., federacji Serbii i Czarnogóry. W 2006 r. proklamowała niepodległość jako Czarnogóra.

## Historia

### Utworzenie
Na początku lat 90. XX wieku, referenda niepodległościowe, przeprowadzane we wszystkich republikach wchodzących w skład Socjalistycznej Federacyjnej Republiki Jugosławii, przesądziły o jej rozpadzie. W referendum z 1992 roku społeczeństwo Socjalistycznej Republiki Czarnogóry, zdecydowaną większością – 95%, opowiedziało się za pozostaniem w federacji Słowian południowych. Wraz z dotychczasową Socjalistyczną Republiką Serbii, Czarnogóra utworzyła Federalną Republikę Jugosławii, podpisując, 27 kwietnia 1992 r. w belgradzkim Zgromadzeniu Federalnym, Konstytucję nowego państwa. Obie republiki zmieniły swoje nazwy (odpowiednio na Republika Czarnogóry i Republika Serbii) usuwając człon wskazujący na ich socjalistyczny charakter. 

### Okres 1992–2003
Wojna w Kosowie (1996–1999) nasiliła tendencje separatystyczne w Czarnogórze. O przyszłości republiki mieszkańcy mieli zadecydować w referendum niepodległościowym. Ostatecznie nie zdecydowano się na jego przeprowadzenie, na co wpływ miały wyniki wyborów do czarnogórskiego parlamentu z 22 kwietnia 2001 r., gdzie niemalże równe poparcie uzyskali zwolennicy i przeciwnicy niepodległości.

### Okres 2003–2006
W marcu 2002 r. podpisano porozumienie dotyczące reformy Federalnej Republiki Jugosławii. Ostatecznie 4 lutego 2003 r. "nową" Jugosławię zastąpiło państwo o nazwie Serbia i Czarnogóra. Ustalono również gwarancję, że po upływie 3 lat, republiki będą mogły zadecydować w referendum czy nadal chcą partycypować w nowej federacji.

### Referendum niepodległościowe
21 maja 2006 r. Republika Czarnogóry skorzystała z prawa do referendum niepodległościowego. 55,5% głosujących opowiedziało się za secesją. Kilka dni później, 23 maja, Serbia uznała wyniki referendum. 3 czerwca Zgromadzenie Republiki Czarnogóry proklamowało niepodległość. Analogiczną uchwałę, 5 czerwca, przyjął parlament serbski.